# Новошотландски ретривър
Новошотландският ретривър (на английски: Nova Scotia Duck-Tolling Retriever, пълно наименование Новошотландски ретривър, прибиращ гъски) или накратко толер е едно от най-необичайните по начин на работа кучета. Ловецът остава скрит в прикритие и изпраща кучето да лудува и играе край водата, обикновено хвърляйки му топка или пръчка, които да донесе. Също като при лисиците, активността на кучето и белите петна по козината му привличат вниманието на водните птици, които се приближават, за да гледат. Привличането чрез примамваща игра за приближаване на дивеча е познато като „прибиране“ или „толинг“. Когато птиците вече са близо, ловецът сигнализира на кучето да се прибере в прикритието и излиза, с което обръща птиците в полет, което му позволява по-лесен отстрел. Накрая кучето донася всички свалени птици.

## История
Породата е селектирана в градчето Литъл Ривър Харбър в окръг Ярмът, Нова Скотия около началото на 20 век за прибиране на водни птици. Не се знае точно как е създаден, но се предполага че в къстоската му е имало Кокер шпаньол, Голдън ретрийвър или Ирландски сетер. Също така е възможно да има общ произход с малкия Койкерхонде, който работи по подобен начин.
Новошотландският ретривър е официално признат от Канадския киноложки клуб през 1945 г. 56 години по-късно, на 11 юни 2001 г. породата е призната в клас „Други“ от Американския киноложки клуб, а на 1 юли 2003 г. е напълно призната в група „Спортни кучета“.
През 1995 г. новошотландският ретривър става куче-символ на проминцията Нова Скотия.

## Описание

### Външен вид
Според стандартите на породата, новошотландският ретривър трябва да бъде атлетичен, с добре развити мускули, компактен, със среднодълги кости, балансиран и силен. Гръдният кош е дълбок. Съдиите на изложенията изискват толерите да са способни на прибиране и физическите недостатъци, които възпрепятстват тази способност са тежко наказвани. Такива кучета трябва да имат среднотежко телосложение – прекалено леките или тежки екземпляри също се наказват, както и липсата на характеристики или атлетичност.
Хората, които развъждат новошотландски ретривъри за киноложки изложения смятат, че главата (добре скосена, леко клиновидна) трябва да е добре изразена и трябва да напомня на лисичата и никога не трябва да бъде блокирана като тази на Голдън ретрийвъра. Ушите се с триъгълна форма, високо поставени и клепнали, приближени към черепа.
Опашката е добре окосмена е когато кучето е развълнувано или е в движение, то маха с нея.

### Козина и цвят
Цветът може да бъде всякакъв нюанс на червеното в спектъра от златисто-червено до тъмно медно червено, с по-светло окосмяване по долната страна на опашката, предната страна на краката и по торса. Дори най-светлите екземпляри в златисто червено са добре оцветени и с богато оцветяване. Толерът не бива да бъде бежов или кафяв. Макар че са много редки, съществуват също така новошотландски ретривъри в шоколадово и чернодробно кафяво.
Новошотландският ретривър обикновено има бели петна по едно от тези три места: края на опашката, ходилата (които не трябва да са по-високи от нивото на глезените) или гръдния кош. Липсата на бяло не е недостатък.
Толерът е селектиран да донася птици от студените води и трябва да има водоустойчива двойна козина със средна дължина и мекота и мек и гъст подкосъм. Козината може да има леко навълняване по гърба, но по другите части трябва да е права. При някои екземпляри в зимната козина се формират дълги отпуснати къдрици около гърлото. Окосмяването трябва де е меко и среднодълго. Козината по муцуната трябва да е къса и фина. Има сезоннио линеене. Преокосмени екземпляри не са подходящи за работа.

### Размер и пропорции
Новошотландските ретривъри са най-малките от всички породи ретривъри. Те достигат височина 43 – 53 см (17 – 21 инча) в холката и тежат 17 – 23 кг (37 – 51 фунта), като женските са малко по-ниски и леки. Толерите по принцип са средноголяма порода, никога голяма, въпреки че в последните години се развъждат и по-големи индивиди.
Новошотландските ретривъри трябва да бъдат малко по-дълги, отколкото високи (в съотношение около 10:9), но не се приемат екземпляри с прекалено дълъг гръб.

### Характер
Новошотландският ретривър е много интелигентен, бдителен, дружелюбен, любвеобилен и готов за действие, но не чак нервен или свръхактивен. Той е много привързан към семейството и се отнся добре с деца, показвайки търпение. Някои екземпляри могат да покаат недобро поведение в непознати ситуации, но това не бива да се бърка със срамежливост. Желанието за донасяне на Толера, комбинирано с любовта му към водата, издръжливост и голям интерес към птиците, са основни за ролята му като прибиращ ритривър. 

## Здраве
Новошотландските ретривъри са в общи линии здрави кучета. Въпреки това, както при другите кучешки породи, и тук има няколко наследствени заболявания, които са характерни за породата. Основна причина за това е сравнително малкия генофонд, в резултат на това, че хората си купуват само кучета от Нова Скотия, смятайки, че истинските Толери са само тези от родината им. Наследствените болести, от които мое да страда Новошотландския ритривър, са:
- Адисонова болест
- Прогресивна ретинна атропия
- Дисплазия на тазобедрената става

Кучетата от тази порода живеят средно 12 – 14 години.

## Галерия
- Мъжки Новошотландски ретривър на 8 седмици
- Сравнение на размерите на млад мъжки (вляво) и възрастен мъжки (вдясно)
- Млад мъжки Толер на 1 година
- Плуващ толер
- Женски (вляво) и мъжки (вдясно) толер във водата